# Кирибати
Кирибати, официално Република Кирибати, е островна държава в Тихия океан. Столицата ѝ е Южна Тарауа. Обхваща 14 атола и 18 острова, разпръснати на територия от 3 500 000 km2. Това е единствената държава в света, която е разположена едновременно в северното, южното, източното и западното полукълбо. Въпреки това нейната площ е само 812,4 km2, което я нарежда на 171-во място по големина от 195 независими държави.

## Етимология на името и алтернативно име на държавата
Името на държавата се произнася като Кириба̀с на местния кирибатски език, тъй като на кирибатски език буквосъчетанието <ti> се произнася като [s]. Това произношение е официално възприето и в английски и други по-големи езици. Не е ясно дали на български език това произношение също е официално възприето.
Името на държавата представлява адаптация според фонотактиката на кирибатския език на колониалното английско географско понятие Gilberts.
Същото важи и за Киритимати (Kiritimati), алтернативното име на Остров Рождество (част от Кирибати), който официално се произнася Кирисмас и е адаптация на английското име Christmas Island.

## География
Страната е разположена в западната екваториална част на Тихия океан върху 14 атола и 18 острова, от които само 20 са населени. Състои се от о-в Банаба (Оушън,6,5 km2, 301 жители, 0°51′ ю. ш. 169°32′ и. д. / 0.85° ю. ш. 169.533333° и. д., открит от Джон Мерто през 1804 г.), островните групи Джилбърт (11 атола и 5 острова с площ 281,1 km2 и население от 83 382 жители), Феникс (2 атола и 6 острова с площ 27,6 km2 и население 41 жители, всички на о-в Кантон, останалите 7 са без население), Лайн (1 атол и 7 острова с площ 503,7 km2 и население 8809 жители, живеещи на островите Терайна, Табуаеран и Киритимати, като останалите 5 са без население). Островите са със средна височина 3 м и най-висока точка на о-в Банаба 81 m. Дължината на бреговата линия е 1143 km. Столицата е Байрики (47 хил. жители). По-големи селища са Бонрики (4 хил. жители), Табурао (4,2 хил. жители), Боарики (3,2 хил. жители), Темараиа (3 хил. жители), Бутаритари (2,7 хил. жители), Утироа (2,5 хил. жители). Най-големият остров е Киритимати – заема 40% от общата площ на страната. Най-гъсто заселеният е Тарауа, където се намира и столицата Южна Тарауа.

### Климат, флора, фауна
- Екваториален климат, горещ, със средна годишна температура от 28 °C и валежи 1000 – 2000 мм
- Кокосова палма, хлебно дърво, папая, храсти.
- Морски птици, риба, дребни гризачи.

## История
- 1606 г. – първият европеец, посетил островната група, е испанецът Педро Фернандес де Кирос.
- 1788 г. – голяма част от о-вите Джилбърт са открити от английския мореплавател Томас Джилбърт и кръстени на негово име (Кирибати е микронезийско произношение на Джилбърт).
- XIX в. – нападения на роботърговци.
- 1892 г. – става британски протекторат.
- 1916 г. – става британска колония.
- 1941 г. – окупирани от Япония.
- 1977 г. – Великобритания предоставя вътрешно самоуправление на страната.
- 1979 г., 12 юли – независима държава.

## Държавно устройство
Страната е президентска република, член на Британската общност. Президентът е едновременно и министър-председател с четиригодишен мандат. Законодателният орган е Палата на събранието, състояща се от 41 депутати също с четиригодишен мандат. Паричната единица е австралийски долар. Няма въоръжени сили, а само полиция. За национален празник е обявен 12 юли – Ден на Независимостта.

## Демография
- Гъстота – 112,5 жители на км2.
- Естествен прираст – 16.
- Средна продължителност на живота – мъже 66 г., жени – 72 г.
- Етнически състав – тунгару (микронезийци) 98,3%, тувалу – 0,7%, европейци – 0,6%, други – 0,4%.
- Официални езици – английски и кирибатски.
- Азбука – латиница.
- Неграмотни – 10%.
- Религия – християни – 97,2% (католици – 57,3%, протестанти – 42,7%), бахайци – 2,4%, други – 0,4%.
- Градско население – 36%. На Джилбърт живеят 89% от жителите, на Лайн – 10%.

## Икономика
Основа на икономиката е селското стопанство. Отглежда се главно кокосова палма, таро, банани, хлебно дърво. Развит е риболовът. Съществуват малки преработващи предприятия на хранително-вкусовата промишленост. Занаятчийски предприятия за производство на палмово масло, мебели, сувенири, осоляване на риба. До 1980 г. на остров Банаба са се добивали фосфати, но запасите са изчерпани. Основно износно перо е копрата. Главен търговски партньор на Кирибати е Австралия. Страната се посещава годишно от 5 хил. туристи. На Кирибати са изградени 670 км шосета, от тях на атола Тарауа – 29 км. Железопътен транспорт липсва. Брутен вътрешен продукт на глава от населението – $5300. Съотношение селско стопанство-промишленост-обслужване 18:7:75.